# Alojz Lutonský
Alojz Lutonský, rodným jménem Alois, (4. listopadu 1905 Bílavsko – 14. července 1997 Liptovský Mikuláš) byl česko-slovenský organizátor a funkcionář na poli turistiky, cestovního ruchu, horské záchranné služby a výstavby horských dopravních zařízení. Jeskyňář a horolezec, publicista a autor knih a brožur průvodcovského a propagačního charakteru, redaktor několika periodik, ředitel Múzea Janka Kráľe v Liptovském Mikuláši.

## Životopis
Narodil se na východní Moravě v Bílavsku u Bystřice pod Hostýnem. Slovensko navštívil poprvé v roce 1921 jako student Obchodní školy na školním výletě ve Vysokých Tatrách. Cestou z Tater se zastavil u bratra v Liptovském Mikuláši, vyprávěl mu o výletě a když se mu naskytla příležitost, po skončení středoškolských studií, přijal nabídku liptovského hospodářského družstva na místo praktikanta – ekonoma. Více se však zajímal o Tatry než o ekonomii. Tehdy poznal Miloše Janošku, učitele v Liptovském Mikuláši. Ten jej zasvěcoval do tajů tatranské a vysokohorské turistiky. Nejprve vystoupili jen na Kriváň a pak na Rysy, Vysokou a další štíty. Lyžovat se naučil v letech 1920 až 1923.
V roce 1924 se setkal s nestorem jeskyňářů, objevitelem Demänovské jeskyně svobody Aloisem Králem a Vojtěchem Benickým, se kterými v letech 1924–1930 zkoumal nově objevenou Demänovskou jeskyni Svobody a jeskyni Pustá priepast. Od března 1927 byl tajemníkem a pak správcem Družstva Demänovských jeskyní. Uskutečnil několik prvosestupů do Demänovské ledové jeskyně, do propasti na Kosienkách na Krakově hoľi a mnohé jiné. Zasloužil se o první etapu zpřístupnění Demänovské jeskyně Svobody a její elektrifikaci. V roce 1928 získal pro měřičské práce v Demänovské jeskyni Svobody E. Paloncyho z Ostravy, aby na základě prohlídky jeskyně a okolního terénu našel místo pro nový vchod, který je používán dodnes. Pomáhal při zpřístupňovacích pracích v jeskyni Domica, v této jeskyni navrhl splavování říčky Styx. 16. září 1936 se podílel jako spoluorganizátor i účastník výpravy na Silickou planině ve Slovenském krasu na základním výzkumu 62 m hluboké propasti Klamná. Začal působit v Klubu československých turistů (KČST). Vydatně přispěl k novému finančnímu i organizačnímu řízení Slovenských jeskyní. Když KČST převzal do majetku Hosúsovské jeskyně, zasloužil se o jejich přejmenování na název Domica. Klub na jeho podnět převzal do správy Jasovskou jeskyni a v roce 1933 pronajal od Spišské Belé Belianskou jeskyni. V KČST kromě pracovní funkce zastával i funkci odborného poradce pro správu jeskyňářského majetku.
V roce 1932 se přestěhoval do Vysokých Tater, kde našel zaměstnání jako tajemník Tatranské komise Klubu československých turistů v Novém Smokovci. Ten v roce 1939, po vyhlášení Slovenského štátu, zanikl. Jeho aktivity převzal nový Klub slovenských turistov a lyžiarov, který vznikl 6. listopadu 1938. Aktivní činnost v klubu rozvíjel Alojz Lutonský společně s Milošem Janoškou, Vojtěchem Benickým, Gustavem Nedobrým a jinými. Výraznou měrou se podíleli na přestavbě a opravách chodníku z Popradského plesa na Ostrvu. Angažoval se při přípravách výstavby visuté lanovky z Tatranské Lomnice na Skalnaté pleso. Pomáhal Dušanu Jurkovičovi při rozhodování, kam umístit stanici visuté lanovky v Tatranské Lomnici.
Podílel se na přetrasování a přestavbě cesty z Hrebienka kolem Obrovského vodopádu na Skalnaté pleso a do Lomnického sedla. Pomáhal při stavbě chodníku ze Skalnatého plesa na Velkou Svišťovku a poté na Zelené pleso. Spolu s historikem Ivanem Houdkem začal uvažovat nad projektem tzv. Ostravské cesty z Lomnického hřebene na Téryho chatu, do Dolinky pod Sedielkom, přes Strelecké polia do Velké Studené doliny, na Zbojnická chatu a s pokračováním přes Prielom až k Zamrznutému plesu. Pro mnohé překážky nebyl projekt uskutečněn. V roce 1936 však byla slavnostně otevřena jen část z jejich projektu – řetězy zajištěná trasa z Téryho chaty přes Priečne sedlo na Zbojnickou chatu.
Měl výrazný podíl na činnosti Sboru tatranských vůdců z povolání (Zbor tatranských vodcov z povolania). Organizoval turistické propagační akce, pomáhal při pořádání horolezeckých akcí. V tomto období stále aktivně působil v jeskyňářství. Jako tajemník KČST zavedl od roku 1932 přesnou evidenci základních údajů o obětech Vysokých Tater, pokusil se o retrospektivně statistické zhodnocení smrtelných neštěstí od vzniku Československé republiky. Tyto údaje použil při rozhovorech s pražským malířem Otakarem Štáflem, spoluvlastníkem Chaty u Popradského plesa, když uvažovali o vybudování Symbolického hřbitova ve Vysokých Tatrách. Nakonec z této spolupráce vznikla myšlenka umístit jej v limbovém háji pod Ostrvou u Popradského plesa. Na jeho vybudování měl, spolu s Otakarem Štáflem, největší zásluhu.
V letech 1933–1938 byl redaktorem časopisu Krásy Slovenska a po zániku čtrnáctideníku Vysoké Tatry, v letech 1934–1936 redigoval v Krásách Slovenska tatranskou přílohu. Přispíval články s turistickou a jeskyňářskou tematikou do čtrnáctideníků Vysoké Tatry a Host a turista.
Dne 31. března 1939 se vzdal funkce tajemníka Klubu slovenských turistů a lyžařů. Zaměstnán byl ve stavební společnosti Lozovský a Štefanec v Bratislavě, kde působil do 31. prosince 1945. V roce 1946 se vrátil na post generálního tajemníka Klubu slovenských turistů a lyžařů, kde působil až do jeho zániku v roce 1949.
Na podzim roku 1947 navštívil švýcarská horská střediska. Z cest si přivezl nejen bohatý fotografický materiál, ale i myšlenku postavit v Nízkých Tatrách sedačkovou lanovku na Chopok. Měla to být první sedačková lanovka na Slovensku. O dva roky později již lanovka na Chopok fungovala.
Od roku 1958 byl pracovníkem Galérie P. M. Bohúňa v Liptovském Mikuláši a v letech 1963–1969 byl ředitelem Muzea Janka Kráľe v Liptovském Mikuláši .
Dne 12. července 2014 proběhla v Jasné v Nízkých Tatrách vzpomínková slavnost na Aloise Lutonského, který se zasloužil o vybudování lyžařského střediska a který stál u zrodu první odpojitelné sedačkové lanovky propojující Chopok. Při této příležitosti mu byla odhalena pamětní deska.

## Publikační činnost
- Lutonský Alojz (1936): Klamná priepasť na Silickej planine. In: Krásy Slovenska, XV, 10, s. 158-159. Klub československých turistů.
- Lutonský, Alojz: Symbolický cintorín vo Vysokých Tatrách (Obete Vysokých Tatier), Lipt. sv. Mikuláš, 1948
- Bohuš, Ivan – Lutonský, Alojz – Olejník Ján: Kriváň, Poprad, Liptovský Mikuláš, 1968
- Lutonský, Alojz – Lazišťan, Eugen: Jasná Nízke Tatry, Osveta Martin, 1953, s. 93
- Lutonský, Alojz: Chaty, útulne a nocľahárne Klubu slovenských turistov a lyžiarov na Slovensku
- Lutonský, Alojz: Nízke Tatry, Osveta, 1956
- Lutonský, Alojz: Liptovský Mikuláš v dňoch oslobodenia, Stredoslovenské vydavateľstvo B. Bystrica, 1965, 84 s.
- Lutonský, Alojz – Hlávka, Karol: Turistická mapa Tatier, 1:75 000, rok 1946, KSTL Liptovský Mikuláš a Vojenský zeměpisný ústav Praha.